# Prova d'urto di Izod

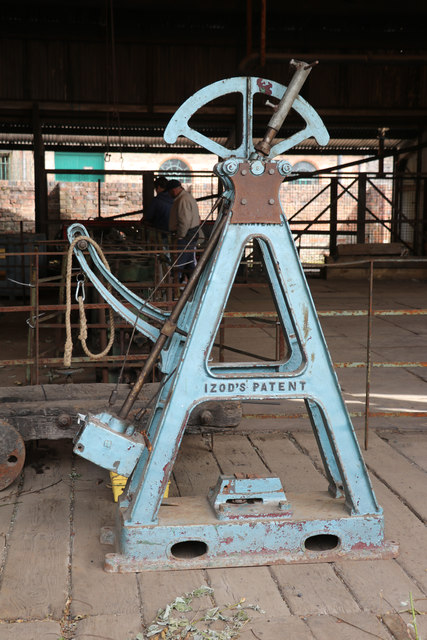
Dispositivo per lo svolgimento della prova d'urto di Izod.

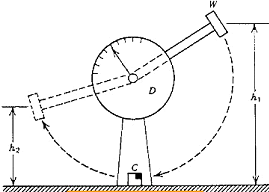
Schema per la valutazione dei risultati della prova d'urto di Izod.

La prova d'urto di Izod è un metodo standard approvato dall'ASTM per la determinazione della tenacità all'intaglio di un materiale.
Differisce dalla prova di Charpy principalmente per il modo in cui il provino è ammorsato: nel caso della prova di Izod il provino è tenuto da un solo ammorsaggio, mentre nel caso della prova di Charpy il provino è tenuto da due ammorsaggi.
Viene svolta rilasciando un pendolo a partire da un'altezza determinata e facendolo urtare al provino del materiale, in modo da portarlo a rottura.
Per lo svolgimento di tale prova viene in genere utilizzato un provino dotato di un intaglio.
L'energia assorbita dal provino durante l'urto (e quindi la sua tenacità) viene calcolata a partire dall'altezza massima che raggiunge il pendolo dopo l'urto.
Deve il suo nome all'ingegnere inglese Edwin Gilbert Izod (1876–1946), che la descrisse nel 1903.

## Norme
- UNI EN ISO 180:2013 - "Materie plastiche - Determinazione della resistenza all'urto Izod"
- UNI EN ISO 13802:2015 - "Materie plastiche - Verifica delle macchine per prove d'urto con pendolo - Prove d'urto Charpy, Izod e urto-trazione"